# Козлув (Вроцлавський повіт)
Козлув (пол. Kozłów) — село в Польщі, у гміні Конти-Вроцлавські Вроцлавського повіту Нижньосілезького воєводства.
Населення — 86 осіб (2011).
У 1975-1998 роках село належало до Вроцлавського воєводства.

## Демографія
Демографічна структура станом на 31 березня 2011 року:
|          | Загалом | Допрацездатний вік | Працездатний вік | Постпрацездатний вік |
| -------- | ------- | ------------------ | ---------------- | -------------------- |
| Чоловіки | 35      | 8                  | 23               | 4                    |
| Жінки    | 51      | 9                  | 32               | 10                   |
| Разом    | 86      | 17                 | 55               | 14                   |